# 히라노 아야
히라노 아야(일본어: 平野 綾, 1987년 10월 8일~)는 일본의 성우·가수이다. 2001년 천사의 꼬리의 원숭이 모모 역으로 데뷔했다. 학창 시절에 데뷔해 한동안 Springs라는 아이돌 그룹에서 활동했다. 14살에 성우가 되고 싶다는 생각을 하고 성우 오디션을 받았다.
고교 졸업 후 본격적으로 활동을 시작하여, 2006년 《스즈미야 하루히의 우울》에서 주인공 스즈미야 하루히역의 연기와 주제곡으로 큰 인기를 얻었고, 이후로도 여러 작품에서 고정 배역을 담당.
2007년, 제1회 성우 어워드 신인여우상, 동경국제아니메페아 성우상, 제6회 동경아니메어워드 성우상을 수상했다. 2008년에는 제2회 성우어워드에서 주연여우상과 가수상을 수상했다.

## 출연작

### TV 애니메이션
2001년
- 천사의 꼬리 (원숭이 모모)

2002년
- 키디 그레이드 (류미엘)

2003년
- 천사의 꼬리Chu! (원숭이 모모)
- 팽이대전 G블레이드 (밍밍)

2004년
- B-전설 배틀비다맨 (캐럿)

2005년
- 아이실드21 (아네자키 마모리)
- B전설 배틀비다맨 파이어스피릿츠 (페레스)
- Canvas2~무지개 빛의 스케치~ (미사키 스미레)

2006년
- 갤럭시 앤젤 II (칼루아 마죠람/테킬라 마죠람)
- 나나 (세리자와 레이라)
- 데스노트 (아마네 미사)
- 무장연금 (마히로)
- 스모모모모모모 ~지상최강의 신부~ (나카지마 사나에)
- 스즈미야 하루히의 우울 (애니메이션) (스즈미야 하루히)
- 스쿨럼블 2학기 (사사쿠라 요코[笹倉葉子](2대째))
- 연금3급 매지컬 포캉 (파키라)
- 히마와릿! (시키미)

2007년
- 가랏! 호빵맨 (민들레쨩)
- 러키☆스타 (애니메이션) (이즈미 코나타)
- 학원 유토피아 마나비 스트레이트 (에토 메이)
- 히마와릿!! (시키미)
- DRAGONUNT - THE RESONANCE - (가넷)

2008년
- 모에가쿠☆5 (여신님 - 애니메이션 / 히라노 아야 - 스튜디오)
- 20면상의 딸 (치즈코)
- 절대가련 칠드런 (아카시 카오루)
- 마크로스 프론티어 (미나 로샨)
- 노을빛으로 물드는 언덕 (나가세 미나토)
- 햑코 (노노무라 아유미)
- 강철의 라인배럴 (쿠죠 미우)

2009년
- 화이트 앨범 (모리카와 유키)
- 퀸즈블레이드 유랑의 전사 (광명의 천사 나나엘)
- 마리아 홀릭 (시도 시즈)
- 쥬얼 펫 (가넷)
- 新 스즈미야 하루히의 우울 (스즈미야 하루히)
- 바케모노가타리 (오시노 시노부)
- 드래곤볼 카이 (덴데(2대째))
- 키디 걸랜드 (류미엘)
- 페어리 테일 (루시 하트필리아)
- 너에게 닿기를 (쿠루미자와 우메)

2010년
- 성흔의 퀘이사 (카챠)
- 누라리횬의 손자 (이에나가 카나)
- 흑집사 2기 (한나 아나페로즈)
- 쥬얼펫 트윙클 (가넷)

2011년
- 쥬얼펫 선샤인 (가넷)
- 너에게 닿기를 2ND SEASON (쿠루미자와 우메)
- 성흔의 퀘이사 II (카챠)
- 일상 (만화) (나레이션)
- 누라리횬의 손자 ~천년마경~ (이에나가 카나)
- 마리아 홀릭 ALIVE (시도 시즈)
- 헌터X헌터 리메이크 (멘치)

2012년
- 은혼 (이마이 노부메)

### 극장 애니메이션
2010년
- 스즈미야 하루히의 소실(스즈미야 하루히)

2017년
- 걸즈 앤 판처 최종장 제1화

### OVA
2005년
- 언제나 마이 산타!(마이)

2008년
- 러키☆스타OVA(이즈미 코나타)
- 진 구세주전설 북두의 권(사라)

### 인터넷
2009년
- 스즈미야 하루히짱의 우울 / 뇨롱 츠루야상(스즈미야 하루히)

### 게임
- 옛날이야기·천사의 꼬리 (원숭이 모모)
- 갤럭시 엔젤2 (칼루아 마죠람/데킬라 마죠람)
- 트레스티벨 쇼팽의 꿈(폴카(Polka))
- NANA 모든것은 대마왕의 지도편달!? (레이라)
- 파이나리스트 (세리자와 호노카)
- 공주기사 이야기-Princess Blue- (유나＝에크벨트 여왕)
- 루미네스 아크 (루샤)
- 마그나 카르타2 (르제피르다 그레나 베르리넷트(제피))
- 스즈미야 하루히의 약속 (스즈미야 하루히)
- 용과 같이 4 (하나(化))
- 단간론파 Another Episode 절대절망소녀 (토와 모나카/모나카)

### TV
- 健康こどもっち! (NHK-BS2/1999년 4월~2000년 3월의 레귤러)
- 마리오스쿨 (테레비도쿄/2000년 10월~2001년 3월의 레귤러)
- HEY!HEY!HEY!MUSIC CHAMP·RANK-IN (게스트)
- 라지카룻 (코멘트)
- 천사의 VOICE (엔터!371/제9회)
- 아니파라 음악관 (게스트)
- 아니메기가 (NHK BS2) 제2회 게스트
- 해체신쇼 (解体新ショー, NHK종합/2007년 4월~ 나레이션)

### 드라마
2000년
- 다중인격탐정 사이코 야마미야 카즈히코의 귀환 (로리타℃)

2011년
- 사자에상3 (오오조라 카오리)

2012년
- 이런건 아이돌이 아냐!?
- 뮤즈의 거울

### CM
- 토큐 리버블
- 카오우 · 로리에
- 닛신 ·ごんぶと
- 반다이·천사의꼬리
- 토부백화점
- 란티스 광고
- 카도카와 광고
- 루미너스 아크

### 라디오
- 천사의꼬리 홈파티 (종료)
- 고미 타카노리 천하무쌍 (닛폰방송/디멘션·제로의 코너 담당/종료)
- ラジオどっとあい 平野綾のふわぁっとエレガント★High School (종료)
- 스즈미야 하루히의 우울 SOS단 라디오 지부 (종료)
- 퍄파푸피펜페푼
- 히마와릿!의 라디오인거에요. 주인님♪ (2006년 9월 담당)
- 스모모라디오
- A&G 미디어 스테이션 콤차트 카운트다운 (게스트)
- 라디오 아니메로믹스 (9대 진행자, 2007년 10월 ~ )
- 리슨! 월요일

### 드라마CD
- 오레패치 이치고쨩 조심해! (치히로)
- 무장연금 (마히로)
- 럼블피쉬（志村瞳子）
- 드라마CD「반쪽 달이 떠오르는 하늘 looking up at the half moon」（나츠메 사요코）
- 키디그레이드·사운드레이어 (류미엘)
- 사운드어라운드 (스즈미야 하루히)
- 마그나카르타2 (르제피르다)[2009.10.23]

### 서적
- 로리타의 온도
- 히라노아야 사진집 H (2007년、카도카와(角川)그룹 퍼블리싱)
- 1/19 Bpm (포토에세이, 2007년 9월 19일)
- AYA FILE. 1
- AYA FILE. 1 Special Edition 1st Live 2008 RIOT TOUR PHOTO BOOK
- Girlfriend
- Brand New Day - あやのこと

## 발매 음반 목록

### 유닛
- 문 엔젤대
- SOS단
- Springs
- 片手☆SIZE

### 싱글
- Breakthrough
  - 2006/03/08　_79위　_2회　_1,590　__2,076
- [하루히OP] 모험이겠죠겠죠 ?
  - 2006/04/26　_10위　28회　13,996　_65,035
- 내일의 프리즘
  - 2006/09/06　_13위　_5회　10,111　_15,469
- LOVE★GUN
  - 2007/10/10　__6위　_7회　12,536　_20,689
- NEOPHILIA
  - 2007/11/07　_17위　_6회　10,429　_16,065
- MonStAR
  - 2007/12/05　_11위　_7회　10,542　_17,025
- [21면상의 아가씨 ED] Unnamed world
  - 2008/04/23　_20위　_8회　_7,808　_14,459
- [햣코 ED] 눈물 NAMIDA 나미다
  - 2008/10/08　_17위　_4회　_5,970　__9,406
- Set me free/Sing a Song!
  - 2009/04/29　_13위　_5회　_9,445　_13,303
- [하루히OP2] Super Driver
  - 2009/07/22　__3위　__회　21,226　___,___

### 앨범
- RIOT GIRL
  - 2008/07/06　2위　?회　22,919　37,664
- スピード☆スター
  - 2009/11/18

### 기타
- ロリータの温度 (로리타의 온도)
  - 드라마 「다중 인격 탐정 사이코 아마미야 카즈히코의 귀환」이미지 송
- キミからお願い (너에게 부탁해)
  - 애니메이션 「언제나 My산타! 」마이의 캐릭터송
- 二人の意味 (두사람의 의미)
  - 애니메이션「아이실드21」아네자키 마모리의 캐릭터송
- 스즈미야 하루히의 우울 캐릭터송 Vol. 1 스즈미야 하루히
- Run to Win!
  - 애니메이션「아이실드21」엔딩 주제가 (이리노 미유·야마구치 캇페이·나가노 코우이치와)
- どうして… (어째서…)
  - 애니메이션「히마와릿!」시키미의 캐릭터송
- メリーゴーランド宇宙 (회전 목마 우주)
  - 라디오「퍄파푸피펜페푼」오프닝 주제가
- ハピスマ・ギャラクシー (하피스마·갤럭시)
  - 라디오「퍄파푸피펜페푼」엔딩 주제가
- 宇宙で恋は☆るるんルーン(우주로 사랑은☆루룬룬)
  - 애니메이션 「갤럭시 앤젤룬」오프닝 주제가
- Go!Go!ルーンエンジャー (Go! Go! 룬엔젤)
  - 애니메이션「갤럭시 앤젤룬」이미지 송
- ミラクルS・O・S! (미라클 S·O·S!)
  - 게임 「갤럭시 엔젤 II」테킬라의 캐릭터송
- 忘れましょうねヤヤヤヤヤン♪(잊어버리죠 야야야야양♪)
  - 애니메이션「갤럭시 앤젤룬」칼루아의 캐릭터송
- 스즈미야 하루히의 우겨넣기 ~TV애니메이션 「스즈미야 하루히의 우울」삽입곡 싱글
- 天使のうたごえ (천사의 노랫소리)
  - 애니메이션「천사의 꼬리」캐릭터송
- 天使のしっぽ (천사의 꼬리)
  - 애니메이션「천사의 꼬리」오프닝 주제가( 유니트「P.E.T.S.」일원으로)
- しちゃいましょう suggestive (저질러버려요 suggestive)
  - 애니메이션 「연금 3급 매지컬 포캉」엔딩 주제가
- Kira☆Kira☆Revolution
  - 애니메이션 「폭전 슛 탑블레이드 G레볼루션」밍밍의 캐릭터송
- ハレ晴レユカイ(맑음 맑음 유쾌)
  - 애니메이션 「스즈미야 하루히의 우울」엔딩 주제가
- 最強パレパレード(최강 파레퍼레이드)
  - 라디오「SOS단 라디오 지부」엔딩 주제가
- もってけ!セーラーふく (가져가! 세일러복)
  - 애니메이션 러키☆스타 오프닝 주제가
- ドリームスペーシア (드림스페이시아)
  - 철도 아가씨 캐릭터송 Vol. 1